# Marguerite Gale
Marguerite Gale (4 de julio de 1885 - 20 de agosto de 1948) fue una actriz cinematográfica de estadounidense, activa en la época del cine mudo, que actuó en un total de 9 películas entre 1915 y 1920.

## Biografía
Su nombre completo era Marguerite H. Gale, y nació en Bleecker, Nueva York, siendo su padre Charles H. Robinson.
Su primer film fue How Molly Made Good (1915), de Photo Drama Company, del que fue protagonista. Seguidamente actuó en el serial The Yellow Menace (1916), de Serial Film Corporation, actuando junto a Edwin Stevens y Florence Malone. También trabajó para Triangle Film Corporation y World Film. En 1920 rodó su última película, In the Shadow of the Dome. Fue igualmente actriz de vodevil, y su marido, Howard Gale, era gerente teatral.
Marguerite Gale falleció por problemas cardíacos en el St. Mary's Hospital, en Ámsterdam, Nueva York, en 1948. 

## Filmografía
- 1915 : How Molly Made Good
- 1916 : The Yellow Menace
- 1917 : The Man Hater

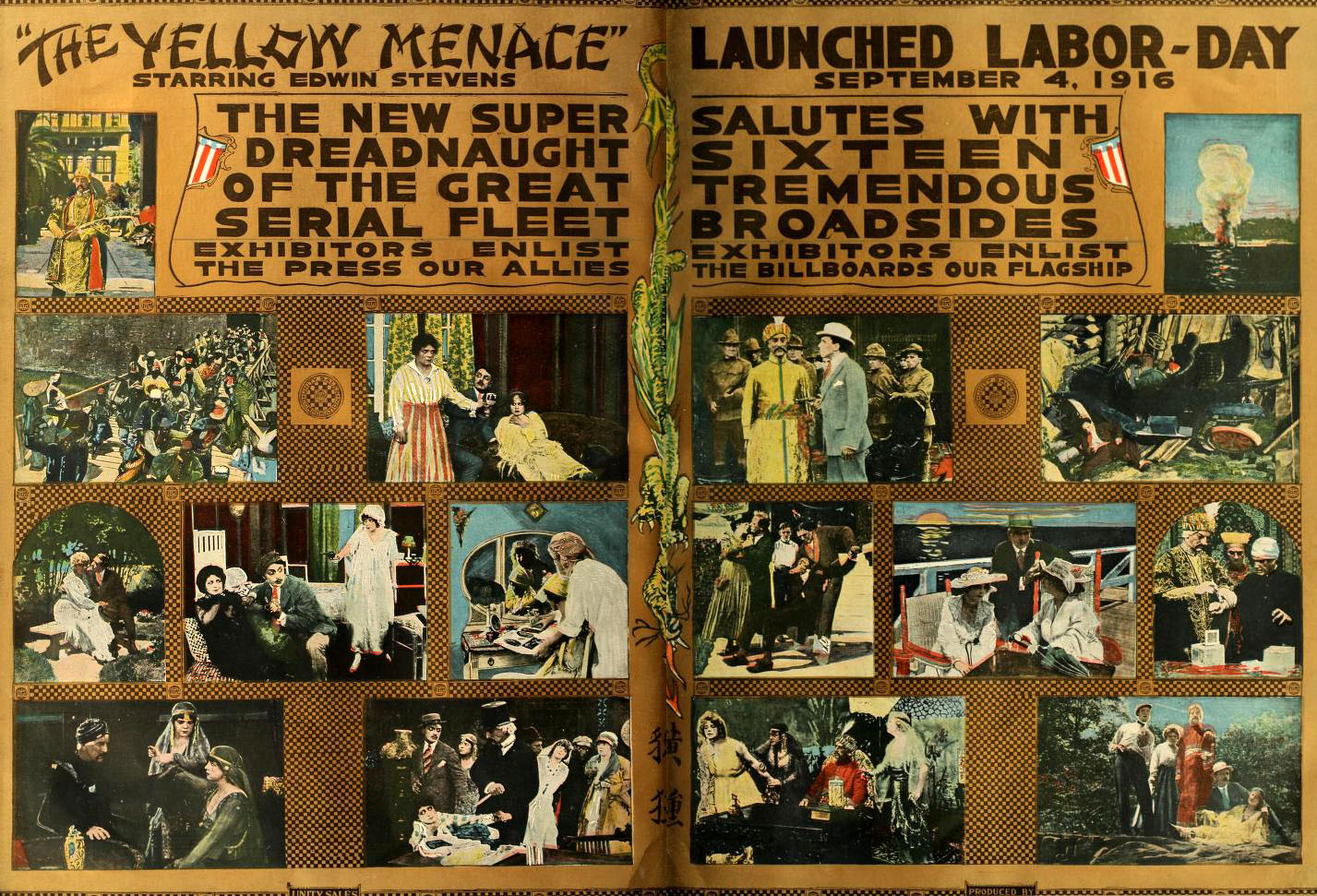
Cartel anunciando el serial The Yellow Menace, en el cual Gale actuó en 1916

- 1918 : The Beautiful Mrs. Reynolds
- 1918 : Joan of the Woods
- 1919 : Mandarin's Gold
- 1919 : The Hand Invisible
- 1919 : The Poison Pen
- 1920 : In the Shadow of the Dome